# Vilém Sýkora
Vilém Sýkora (15. srpna 1873 Chrudim – 15. března 1942 Osvětim) byl chrudimský advokát, mecenáš, starosta Chrudimi v letech 1923–1927 a funkcionář Sokola.

## Život
Po maturitě na chrudimském gymnáziu v roce 1891 a absolvování právnické fakulty v Praze pracoval v otcově advokátní kanceláři a od otcovy smrti až do ledna 1940 tuto advokátní kancelář vedl. Zároveň byl ve 20. a 30. letech minulého století předsedou výboru a místopředsedou ředitelství chrudimské spořitelny, místopředsedou chrudimského cukrovaru, členem správní rady choltického cukrovaru a firmy Graf v Praze. Byl významným funkcionářem Sokola: starostou chrudimské jednoty, 1. náměstkem župního starosty, náhradníkem výboru České obce sokolské a členem jejího rozhodčího soudu.
Jeho jméno je také spojováno s charitativní činností a je připomínán jako významný mecenáš: ve své závěti pamatoval na své nejchudší spoluobčany, jimž odkázal 250 tisíc korun, chudým žákům základních i středních škol pak 100 tisíc korun, 200 tisíc korun věnoval na stavbu městských lázní a 50 tisíci korunami přispěl na chrudimské divadlo.
Životní dráha JUDr. Sýkory se uzavřela v koncentračním táboře v Osvětimi dne 15. března 1942 poté, co byl jako sokolský funkcionář 8. října 1941 zatčen gestapem.
Před deportací do Osvětimi byl od 5.12.1941 do 14.1.1942 vězněn v terezínské Malé pevnosti.
Jeho bratr prof. Oldřich Sýkora postavil Kotěrovu vilu v Chrudimi.